# アイアグリ
アイアグリ株式会社（英: i - Agri Corp.）は、茨城県土浦市北神立町に本社を置く、農家向け農業資材の小売業者。農業資材専門店として「農家の店しんしん」を運営する。

## 概要
1986年（昭和61年）、樹脂メーカーの営業マンであった玉造和男により新進株式会社として創業。1987年（昭和62年）に茨城県美野里町（現小美玉市）に1号店を開店した。1994年（平成6年）に伊藤忠商事と提携を開始。伊藤忠は全額出資子会社として伊藤忠アグリシステムを設立（後にファーテックに社名変更）、農業資材専門店を共同で運営した。2002年（平成14年）に商品調達と経営管理の一元化を目的としてファーテックと新進の経営統合を実施。第三者割当増資を住友化学が引き受け、合併後アイアグリ株式会社に社名変更した。
アイアグリは兼業農家を主なターゲットとして店舗を運営しており、予約販売でシェアの高い農業協同組合（JA）に対抗して土日祝日も営業することによって顧客からの支持を得ていると報じられている。従業員の専門性（農業資材の専門知識）を重視するため、店舗従業員の6割を正社員とするなどの工夫がなされている。
2000年（平成12年）から農家そのものを増やす試みとして農業生産法人ユニオンファームを設立、2006年（平成18年）から「就農塾」を開催し、新規就農者の支援事業も手がけている。

## 沿革
- 1986年（昭和61年）- 新進株式会社設立[5]。
- 1994年（平成6年）- 伊藤忠商事と提携[3]。
- 2000年（平成12年）- 農業生産法人ユニオンファームを設立[6]。
- 2002年（平成14年）- ファーテック（旧・伊藤忠アグリシステム）と経営統合、アイアグリ株式会社を設立[3]。
- 2008年（平成20年）- 子会社としてアイアグリ関東株式会社を設立[1]。
- 2016年（平成28年）- 住友化学が株式を追加取得し、持ち株比率40.57％になり住友化学が筆頭株主となる[8]。